# 킹 켈리
마이클 조지프 "킹" 켈리(Michael Joseph "King" Kelly, 1857년 12월 31일 ~ 1894년 11월 8일)는 미국의 야구 선수로, 내셔널 리그, 인터내셔널 어소시에이션, 플레이어스 리그, 아메리칸 어소시에이션 등 여러 리그에서 뛰었다. 총 16시즌을 시카고 화이트 스타킹스, 보스턴 비니터스에서 주로 뛰었다. 1887년 보스턴 비니터스에서, 1890년 보스턴 레즈, 1891년 신시내티 켈리스 킬러스에서 뛰면서 선수 겸 감독을 맡기도 했고, 특히 레즈에서는 페넌트 우승을 이끌었다. 이후 1893년 은퇴했다. 1945년 베테랑 위원회의 투표를 통해 미국 야구 명예의 전당에 헌액되었다.
켈리는 19세기 당시에 히트 앤드 런, 훅 슬라이드, 포수의 1루 백업 등 다른 선수들이 하지 않았던 혁신적이고 선구적인 플레이를 생각해낸 선수로, 이후 많은 선수들이 그의 플레이를 모방했다. 또한 선수들 가운데 최초로 투수로부터 파울을 많이 쳐내 투수를 힘들게 하는 플레이를 했다. 그의 혁신적인 베이스러닝은 이후 1889년 발매된 노래 "Kelly, Slide, Kelly"와 1927년에 개봉된 같은 이름의 코미디 영화의 주제가 되기도 했다.